# مسجد فتح‌آباد
مسجد فتح‌آباد، اثری تاریخی مربوط به دوره قاجاریه است که در روستای فتح‌آباد از توابع بخش مرکزی شهرستان فردوس واقع شده‌است.
این اثر در تاریخ ۲۴ آبان ۱۳۸۵ با شمارهٔ ثبت ۱۶۳۲۵ به‌عنوان یکی از آثار ملی ایران به ثبت رسیده است.